# WAY WAVE
WAY WAVE（ウェイウェーブ）は、日本の女性2人組ボーカルユニット。西田プロジェクト所属。レーベルはP-VINE。

## 略歴
女性アイドルグループ・ANNA☆Sのメンバーで、ラップアイドルユニット・うどん兄弟としても活動していた小池杏奈・優奈姉妹により結成。2016年6月21日、STARMARIE主催「スタマリEXPO」（渋谷TSUTAYA O-EAST）で初ステージ。
当初はANNA☆Sの活動がメインであったが、2017年よりWAY WAVEとして本格的に活動開始。
2018年1月より定期公演「うぇいうぇい部 部員集会」がスタート。同年2月5日には、WAY WAVEとしては初のCD「Liar」をHMV・Her Melodious Voiceレーベルよりリリース。
2018年6月27日、関美彦プロデュースによる7インチシングル「SUMMER GIRL」をなりすレコードよりリリース。同年12月19日、ミニアルバム『SHOW TIME』をP-VINEよりリリース。
2019年、加納エミリと期間限定ユニット「江ノ島爆走ギャルズ」を結成、6月26日に7インチシングル「スルメボーイ」をなりすレコードよりリリース。

## メンバー
| 名前      | 生年月日              | 血液型 | 備考             |
| --------- | --------------------- | ------ | ---------------- |
| 小池 優奈 | 1999年8月12日（25歳） | AB型   | 部長（リーダー） |
| 小池 杏奈 | 1997年9月23日（27歳） | A型    | 副部長           |

## 作品

### シングル
| 発売日         | タイトル             | 備考     |
| -------------- | -------------------- | -------- |
| 2017年9月27日  | ゲシュタルト崩壊     | 配信限定 |
| 2017年11月1日  | ウエンディ・ジレンマ | 配信限定 |
| 2017年12月6日  | 犬の気持ち           | 配信限定 |
| 2017年12月20日 | モーモーチャーチャー | 配信限定 |

### 写真集
- ZINE（2018年4月8日）※シングル「Liar」+ミニ写真集

## ライブ
| 年     | 日程    | タイトル                     | 場所         | 備考                                                           |
| ------ | ------- | ---------------------------- | ------------ | -------------------------------------------------------------- |
| 2018年 | 1月14日 | うぇいうぇい部 第1回部員集会 | Zirco Tokyo  | ゲスト：師弟TUNE                                               |
| 2018年 | 2月4日  | うぇいうぇい部 第2回部員集会 | Zirco Tokyo  | ゲスト：Espresso Boys                                          |
| 2018年 | 3月4日  | うぇいうぇい部 第3回部員集会 | Zirco Tokyo  | ゲスト：GANJIN                                                 |
| 2018年 | 4月1日  | うぇいうぇい部 第4回部員集会 | Zirco Tokyo  | ゲスト：オオゼキタク                                           |
| 2018年 | 5月11日 | うぇいうぇい部 第5回部員集会 | 渋谷RUIDO K2 | ゲスト：UnReal Project                                         |
| 2018年 | 6月8日  | うぇいうぇい部 第6回部員集会 | 渋谷RUIDO K2 | 本公演よりゲストは呼ばず、ワンマンライブ形式にて開催           |
| 2018年 | 7月8日  | うぇいうぇい部 第7回部員集会 | 渋谷RUIDO K2 | ゲスト：田沢涼夏 ※ANNA☆Sメンバー。当日が誕生日の為、特別出演。 |